# Écozone paléarctique : plantes à graines par nom scientifique (R)

## Ra

### Ran
- Ranunculus- Renonculacées
  - Ranunculus abortivus - Renoncule abortive
  - Ranunculus acris - Renoncule âcre ou Bouton d'or
  - Ranunculus alismaefolius alismaefolius - Renoncule à feuilles d'alisme
  - Ranunculus allenii - Renoncule de Allen
  - Ranunculus aquatilis - Renoncule aquatique
  - Ranunculus arvensis - Renoncule des champs
  - Ranunculus asiaticus - Renoncule des Jardins ou Renoncule des fleuristes ou Renoncule asiatique
  - Ranunculus auricomus - Renoncule tête d'or
  - Ranunculus bulbosus - Renoncule bulbeuse
  - Ranunculus cymbalaria - Renoncule cymbalaire
  - Ranunculus ficaria - Ficaire ou fausse renoncule
  - Ranunculus flabellaris - Renoncule à flagelles
  - Ranunculus flamula - Renoncule Flammette ou Petite Douve ou Petite Flamme
    - Ranunculus flammula ovalis
    - Ranunculus flammula reptans

  - Ranunculus fluitans - Renoncule des rivières
  - Ranunculus gmelini - Renoncule de Gmelin
  - Ranunculus glacialis - Renoncule des glaciers ou Caraline
  - Ranunculus gramineus - Renoncule à feuilles de graminées
  - Ranunculus hispidus
  - Ranunculus hispidus caricetorum
  - Ranunculus hyperboreus Renoncule hyperboréenne
  - Ranunculus kuepferi - Renoncule de kuepferi, ou renoncule des Pyrénées
  - Ranunculus lapponicus - Renoncule de Laponie
  - Ranunculus lingua
  - Ranunculus longirostris
  - Ranunculus macounii - Renoncule de Macoun
  - Ranunculus nivalis - Renoncule des neiges
  - Ranunculus pallasii
  - Ranunculus pedatifidus
    - Ranunculus pedatifidus affinis

  - Ranunculus pensylvanicus - Renoncule de Pennsylvanie
  - Ranunculus philonotis - Renoncule des marais
  - Ranunculus platanifolius - Renoncule à feuilles de platane d'Aulne
  - Ranunculus pygmaeus - Renoncule pygmée
  - Ranunculus pyrenaeus - Renoncule des Pyrénées
  - Ranunculus recurvatus
    - Ranunculus recurvatus recurvatus - Renoncule recourbée

  - Ranunculus repens - Renoncule rampante ou Bouton d'or ou Pied de poule
  - Ranunculus sceleratus
    - Ranunculus sceleratus sceleratus - Renoncule scélérate
    - Ranunculus sceleratus multifidus - Renoncule scélérate multifide

  - Ranunculus seguieri - Renoncule de Séguier
  - Ranunculus sulphureus - Renoncule sulfureuse
  - Ranunculus trichophyllus - Renoncule capillaire ou Renoncule à feuilles capillaires

### Rap
- Raphanus - Brassicacées
  - Raphanus raphanistrum - Ravenelle
  - Raphanus sativus - Radis
    - Raphanus sativus campestris  - Raifort champètre ou « Raifort de l'Ardèche »

- Raphiolepis
  - Raphiolepis umbellata

## Re

### Rec
- Recordoxylon

### Rei
- Reichardia
  - Reichardia

### Res
- Reseda - Résédacées
  - Reseda lutea - Réséda jaune
  - Reseda odorata - Réséda odorant

- Retama
  - Retama monosperma - Retama

## Rh

### Rha
- Rhamnus - Rhamnacées
  - Rhamnus alaternus - Nerprun alaterne
  - Rhamnus catharticus - Nerprun purgatif

- Rhapis
  - Rhapis excelsa - Rhapis, Palmier d'appartement

### Rhe
- Rheum - Polygonacées
  - Rheum officinale
  - Rheum palmatum
  - Rheum rhabarbarum
  - Rheum rhaponticum - Rhubarbe
  - Rheum tataricum
  - Rheum Xhybridum - Rhubarbe

### Rhi
- Rhinantus - Scrophulariacées
  - Rhinantus alectorolophus - Grand Rhinanthe
  - Rhinanthus alpinus - Rhinanthe des Alpes
  - Rhinanthus angustifolius
  - Rhinanthus antiquus
  - Rhinanthus aristatus
  - Rhinanthus asperulus
  - Rhinanthus borbasii
  - Rhinanthus borealis
  - Rhinanthus burnatii
  - Rhinanthus carinthiacus
  - Rhinanthus cretaceus
  - Rhinanthus crista-galli - Rhinanthe crête de coq
  - Rhinanthus dinaricus
  - Rhinanthus freynii
  - Rhinanthus groenlandicus
  - Rhinathus halophilus
  - Rhinanthus mediterraneus
  - Rhinanthus melampyroides
  - Rhinanthus minor
  - Rhinanthus ovifugus
  - Rhinanthus pampaninii
  - Rhinanthus pindicus
  - Rhinanthus pubescens
  - Rhinanthus pulcher
  - Rhinanthus ramosus
  - Rhinanthus rumelicus
  - Rhinanthus songeonii
  - Rhinanthus subulatus

- Rhipsalidopsis
  - Rhipsalidopsis gaertneri - Cactus de Pâques

### Rho
- Rhododendron - Éricacées
  - Rhododendron ferrugineum - Rhododendron ferrugineux
  - Rhododendron hirsutum - Rhododendron cilié

### Rhu
- Rhus - Anacardiacées
  - Rhus pentaphylla - Rhus à cinq feuilles
  - Rhus typhina - Sumac vinaigrier
  - Rhus vernix

### Rhy
- Rhynchosia

- Rhynchospora
  - Rhynchospora capitellata

## Ri

### Rib
- Ribes -  Grossulariacées
  - Ribes nigrum - Cassis noir
  - Ribes glandulosum
  - Ribes lacustre - Cassis des marais
  - Ribes oxyacanthoides
  - Ribes triste

### Ric
- Riccia
  - Riccia breidleri - Riccie de Breidler

- Richardia - Aracées
  - Richardia africana ou Calla aethiopica ou Zantedeschia aethiopica - Arum blanc
  - Richardia elliottiana ou Calla elliottiana - Arum jaune
  - Richardia Rehmanni ou Zantedeschia rehmanni - Arum rose

- Ricinus - Euphorbiacées
  - Ricinus communis - Ricin commun

### Rie
- Riedeliella

- Riella
  - Riella helicophylla

## Ro

### Rob
- 'Robinia - Fabacées
  - Robinia pseudoacacia - Robinier faux-acacia
    - Robinia pseudoacacia Bessoniana
    - Robinia pseudoacacia Umbraculifera

### Rod
- Rodgersia - 
  - Rodgersia oesculifolia

### Rom
- Romneya
  - Romneya Coulteri

- Romulea
  - Romulea columnae ou Romulea parviflora - Romulée à petites fleurs

### Ros
- Rosa - Rosacées
  - Rosa acicularis - Rosier aciculaire
  - Rosa banksiae
    - Rosa banksiae alba

  - Rosa blanda - Rosier sauvage ou « Rosier inerme »
  - Rosa carolina - Rosier de Caroline
  - Rosa chinensis - Rosier de Chine
    - Rosa chinensis minima -  Rosier de Chine miniature

  - Rosa cinnamomea - Rosier canelle
  - Rosa corymbifera - Rosier corymbifère
  - Rosa eglanteria - Rosier églantier
  - Rosa johannensis - Rosier du fleuve Saint-Jean
  - Rosa nitida - Rosier brillant
  - Rosa palustris - Rosier palustre
  - Rose pendulina - Rose des Alpes ou « Rose sans épines »
  - Rosa rousseauiorum - Rosier de Rousseau
  - Rosa rugosa - Rosier rugueux
    - Rosa rugosa rubra

  - Rosa virginiana - Rosier de Virginie
  - Rosa williamsii - Rosier de Williams
  - Rosa woodsii - Rosier de Woods

- Rosmarinus - Lamiacées
  - Rosmarinus officinalis - Romarin officinal
  - Rosmarinus officinalis albiflorus -  Romarin officinal à fleurs blanches

### Rou
- Rouya
  - Rouya polygama - Thapsie de Rouy

## Ru

### Rub
- Rubia - Rubiacées
  - Rubia peregrina - Garance voyageuse

- Rubus - Rosacées
  - Rubus acaulis - Ronce acaule
  - Rubus adjacens
  - Rubus alleghaniensis -  Mûrier alléghanien ou « Ronce alléghanienne »
  - Rubus alumnus
  - Rubus arcticus - Ronce arctique
  - Rubus attractus - Ronce attractive
  - Rubus bellobatus
  - Rubus biformispinus - Ronce à épines dimorphes
  - Rubus canadensis - Ronce du Canada
  - Rubus chamaemorus - Ronce petit-mûrier ou « Chicoutés »
  - Rubus cokburnianus
  - Rubus elegantulus - Ronce élégante
  - Rubus flagellaris - Ronce à flagelles
  - Rubus frondisentis
  - Rubus glandicaulis - Ronce à tige glanduleuse
  - Rubus heterophyllus - Ronce hétérophylle
  - Rubus hispidus - Ronce hispide
  - Rubus idaeus - Framboisier ou Ronce du mont Ida
  - Rubus jacens - Ronce couchée
  - Rubus lepagei - Ronce de Lepage
  - Rubus licens
  - Rubus maltei  - Ronce de Malt
  - Rubus montpelierensis - Ronce de Montpellier
  - Rubus nigricans
  - Rubus occidentalis  - Mûrier occidental ou « Ronce occidentale »
  - Rubus odoratus - Framboisier odorant ou « Ronce odorante »
  - Rubus oriens - Ronce orientale
  - Rubus paganus
  - Rubus paracaulis
  - Rubus pensilvanicus - Ronce de Pennsylvanie
  - Rubus pergatus  - Ronce délicieuse
  - Rubus plicatifolius
  - Rubus pubescens - Ronce pubescente ou « Catherinette »
  - Rubus quebecensis - Ronce du Québec
  - Rubus randii - Ronce de Rand
  - Rubus roribacus
  - Rubus rotundior
  - Rubus setosus - Ronce sétuleuse
  - Rubus signatus
  - Rubus tardatus - Ronce tardive
  - Rubus tricolor - Ronce tricolore
  - Rubus tridel
  - Rubus trifrons - Ronce à trois folioles
  - Rubus univocus
  - Rubus vermontanus - Ronce du Vermont
  - Rubus victorinii - Ronce de Victorin

### Rud
- Rudbeckia - Astéracées
  - Rudbeckia bicolor - Rudbeckia annuel
  - Rudbeckia laciniata
  - Rudbeckia purpurea - Rudbeckia pourpre
  - Rudbeckia purpurea grandiflora -  Rudbeckia pourpre à grandes fleurs
  - Rudbeckia speciosa - Rudbeckia vivace

### Rum
- Rumex - Polygonacées
  - Rumex acetosa - Oseille commune
  - Rumex acetosella - Petite oseille
  - Rumex crispus - Oseille crépue ou « Patience crépue », « Parelle »
  - Rumex patienta - Oseille-épinard
  - Rumex rupestris - Oseille des rochers

### Rup
- Ruppia - Potamogétonacées
  - Ruppia maritima

### Rus
- Ruscus - Ruscacées
  - Ruscus aculeatus - Fragon faux houx ou petit houx

### Rut
- Ruta - Rutacées
  - Ruta chalepensis - Rue à feuilles étroites
  - Ruta corsica - Rue de Corse
  - Ruta graveolens - Rue des jardins

Voir aussi Plantes par nom scientifique